# Isabelle de Clare (1263-1333)
Pour les articles homonymes, voir Isabelle de Clare (homonymie).
Isabelle de Clare (10 mars 1263 – 1333) est une femme de la noblesse anglaise des XIIIe et XIVe siècles.

## Biographie
Née le 10 mars 1263, Isabelle de Clare est la fille aînée de Gilbert de Clare, 7e comte de Gloucester et 6e comte de Hertford, et d'Alice de Lusignan. Elle est issue d'un prestigieux lignage : fille d'un des plus puissants magnats anglais du XIIIe siècle, Isabelle compte parmi ses ascendants paternels le célèbre Guillaume le Maréchal, 1er comte de Pembroke, tandis que du côté maternel, elle est une petite-fille de Hugues XI de Lusignan et une arrière-petite-fille du duc Pierre Ier de Bretagne. Sa naissance est suivie quelques années plus tard par celle de sa sœur cadette, Jeanne.
Gilbert de Clare et Alice de Lusignan se séparent en 1271, et leur union est finalement annulée en mai 1285. Le 30 avril 1290, le comte de Gloucester et de Hertford se remarie en secondes noces avec Jeanne d'Angleterre, une des filles du roi Édouard Ier d'Angleterre. Leur contrat de mariage stipule qu'Isabelle de Clare et sa sœur Jeanne ne pourront prétendre à l'héritage paternel et, si le mariage ne produit aucune descendance, les terres de Gilbert seront dévolues aux enfants potentiels d'un second mariage de son épouse Jeanne.
Gilbert de Clare meurt le 7 décembre 1295 et, deux ans plus tard, sa veuve accorde à Isabelle des terres situées à Burford, dans l'Oxfordshire. Isabelle ne dispose toutefois de la jouissance de Burford que pendant la minorité de son demi-frère Gilbert. Lorsque ce dernier est proclamé majeur en 1307, il confirme à Isabelle la possession de Burford et lui accorde en outre celle de Skipton dans le Yorkshire. En 1297, Isabelle de Clare est fiancée à Guy de Beauchamp, fils et héritier de Guillaume de Beauchamp, 9e comte de Warwick. Cependant, même si Guillaume décède l'année suivante, le mariage ne semble pas avoir lieu. Il est possible qu'il ait tout de même eu lieu avant d'être annulé avant 1309, date à laquelle Guy de Beauchamp épouse Alice de Toeni.
En 1314, le jeune Gilbert de Clare est tué à la bataille de Bannockburn et ne laisse aucun héritier. Son statut de potentielle cohéritière fait d'Isabelle un parti intéressant, d'autant qu'elle dispose d'un patrimoine important comprenant des terres à Bromsgrove et Norton dans le Worcestershire d'un revenu annuel de 100 livres, et, courant 1316 ou début 1317, alors qu'elle est âgée de 53 ans, elle épouse Maurice, le fils aîné et héritier de Thomas de Berkeley, 1er baron Berkeley. Cependant, en vertu du contrat de mariage de 1290, le règlement de la succession de Gilbert de Clare le 15 novembre 1317 déboute Isabelle de Clare de ses prétentions à hériter de son demi-frère, dont les possessions sont ainsi partagées entre ses sœurs directes Éléonore, Marguerite et Élisabeth de Clare.
Isabelle de Clare devient baronne Berkeley à la mort de son beau-père le 23 juillet 1321. Toutefois, son époux Maurice rejoint cette même année une rébellion contre le roi Édouard II. Contraint de se rendre le 6 février 1322, il est incarcéré au château de Wallingford. Pour autant, certains des vassaux de Maurice fomentent un complot au début du mois de janvier 1323 afin de le libérer. Selon Le Livere de Reis de Brittanie, le siège du château par les rebelles aurait été conduit par Isabelle de Clare, mais rien ne permet de corroborer cette allégation. La tentative d'évasion se révèle infructueuse et Maurice de Berkeley demeure emprisonné à Wallingford jusqu'à sa mort le 31 mai 1326. Isabelle de Clare ne se remarie pas par la suite et lui survit jusqu'en 1333.